# Tereșkî, Șpola
Tereșkî (în ucraineană Терешки) este o comună în raionul Șpola, regiunea Cerkasî, Ucraina, formată numai din satul de reședință.

## Demografie
Componența lingvistică a comunei Tereșkî
     Ucraineană (97,1%)
     Rusă (2,17%)
     Alte limbi (0,1%)
Conform recensământului din 2001, majoritatea populației comunei Tereșkî era vorbitoare de ucraineană (97,1%), existând în minoritate și vorbitori de rusă (2,17%).